# Sopot (gmina Kawadarci)
Sopot (mac. Сопот) – wieś w południowej Macedonii Północnej, terytorialnie i administracyjnie należąca do gminy Kawadarci. Według stanu na 2002 rok jej liczebność wynosiła 804 mieszkańców.

położenie wsi na mapie gminy

Według danych ze spisu powszechnego przeprowadzonego w 2002 roku, wieś Sopot zamieszkiwało 804 osób deklarujących następującą narodowość:
- Macedończycy – 800 (99,49%)
- Romowie – 2 (0,25%)
- Serbowie – 1 (0,13%)
- Inni – 1 (0,13%)